# Nécropole nationale du Fort des Dunes
La nécropole nationale du Fort des Dunes est un cimetière militaire français situé à Leffrinckoucke, dans le Nord, en France. 

## Description
Situé le long de la ligne de Dunkerque-Locale à Bray-Dunes, la nécropole nationale est aménagée à côté du fort des Dunes de 1957 à 1959 en regroupant les corps des militaires morts durant l'opération Dynamo. Le cimetière regroupe en 2021 cent-quatre-vingt-onze tombes individuelles ainsi qu'un monument-ossuaire qui conserve les restes de dix-neuf français et six tchèques. Il y a donc cent-quatre-vingt-douze tombes pour deux-cent-seize morts.
Le général de division Louis Janssen est inhumé dans la tombe no 17, située tout au fond et au centre du cimetière.

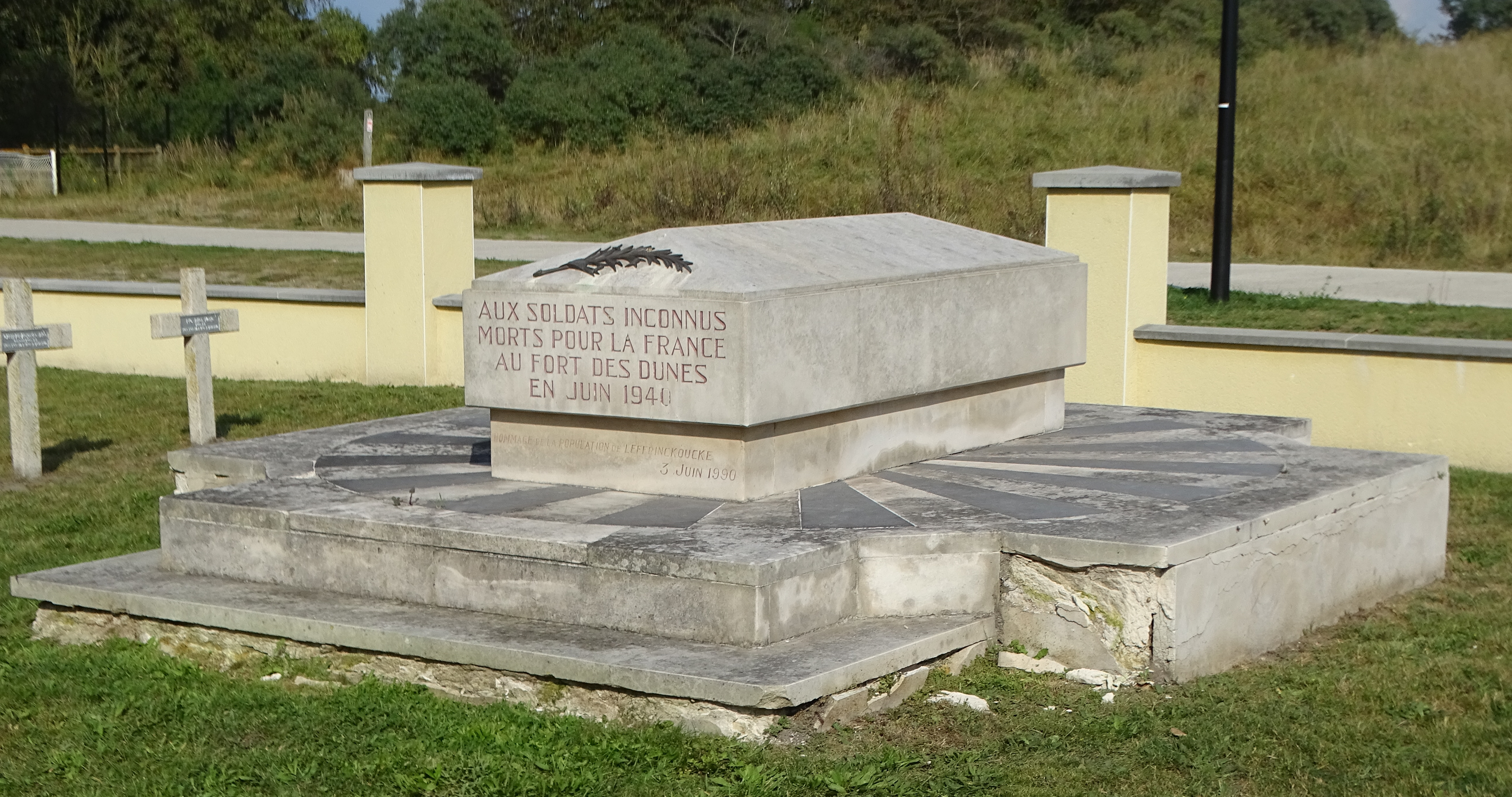
Le monument-ossuaire.
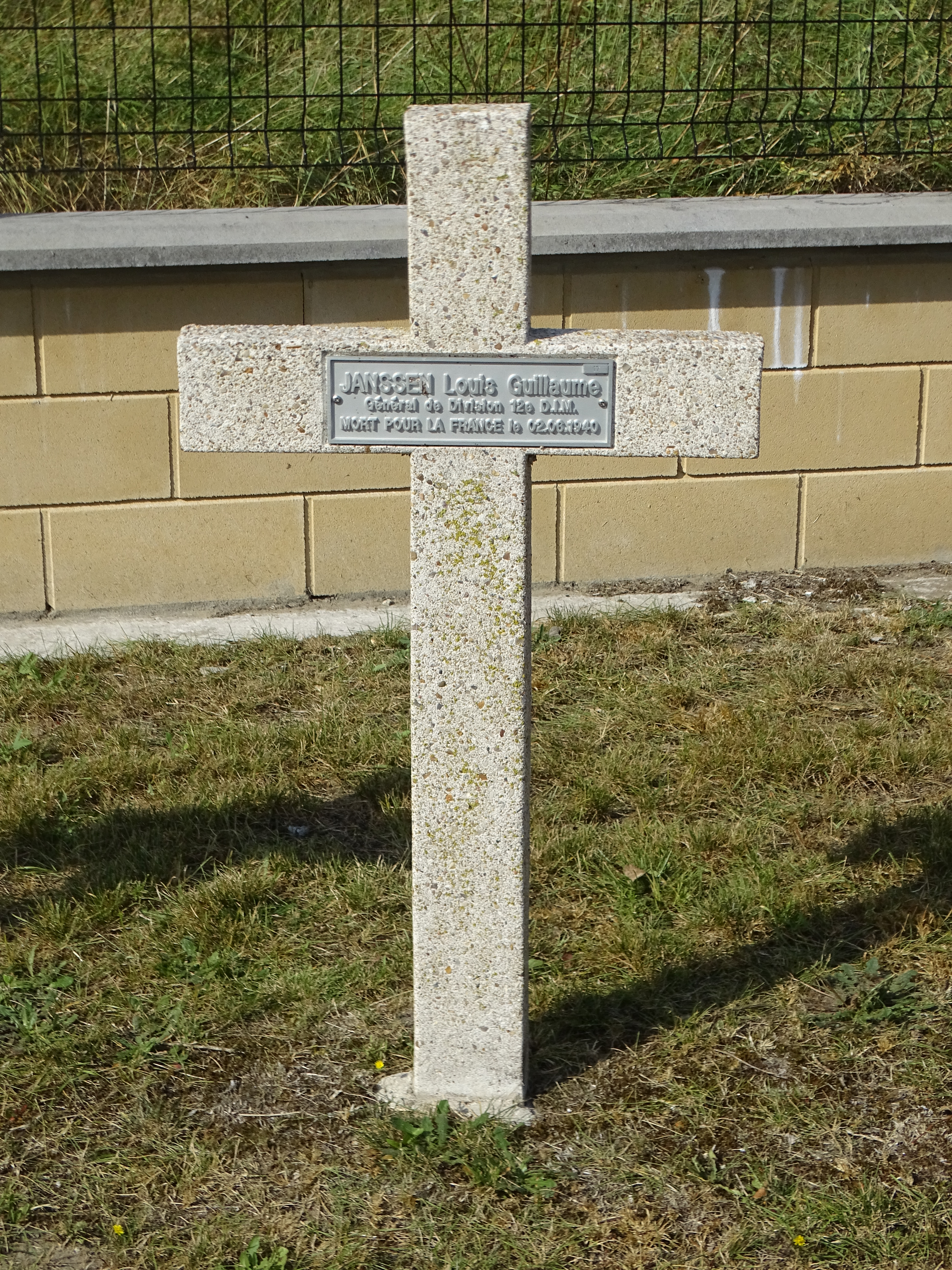
La tombe de Gaston Janssen (no 17).
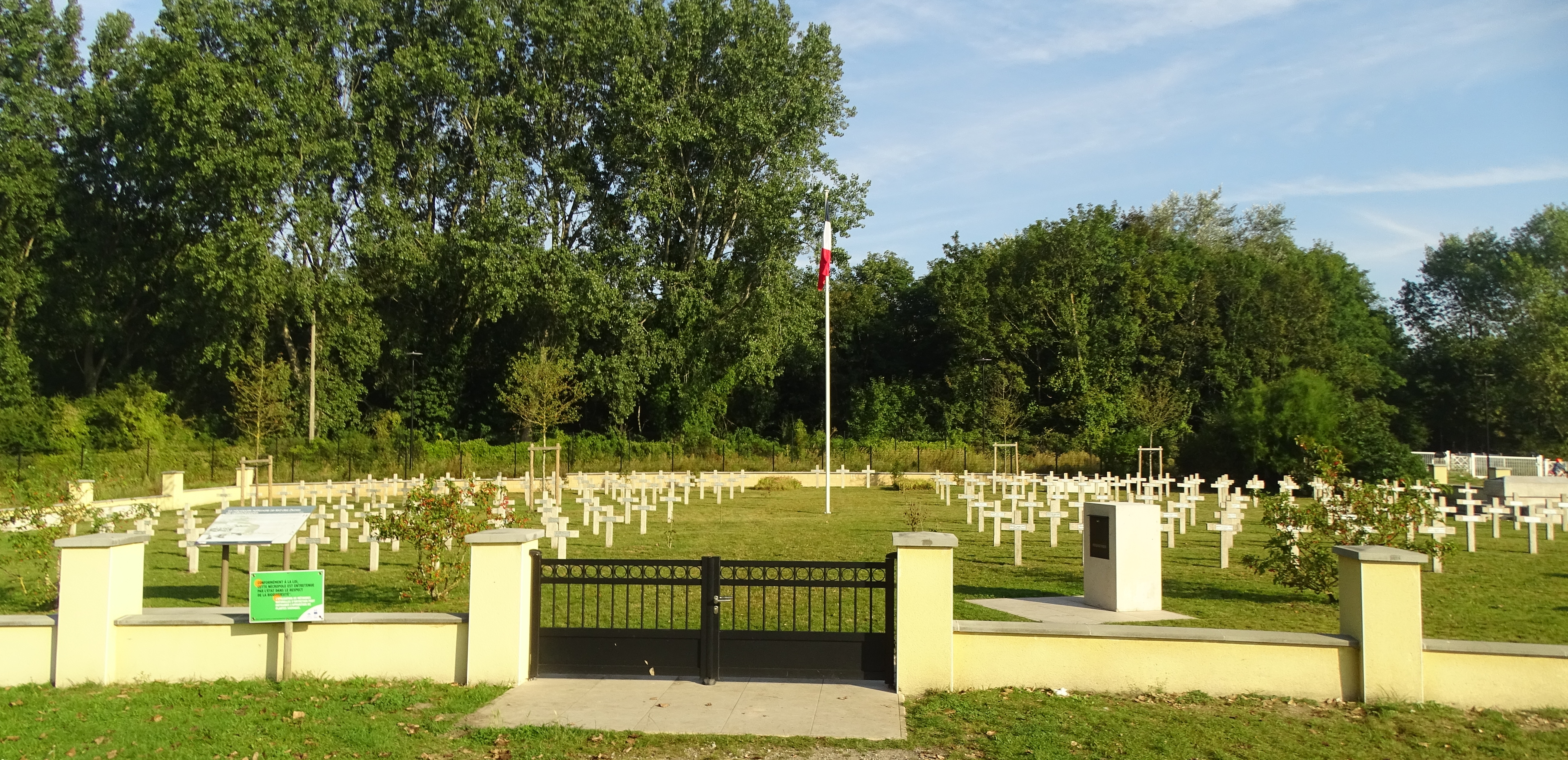
L'entrée du cimetière.